# 1852 dans les chemins de fer
Chronologie des chemins de fer
1851 dans les chemins de fer - 1852 - 1853 dans les chemins de fer

## Évènements
- Création de la Société du chemin de fer méridional en Russie.
- Début de la construction de la Ligne de Petite Ceinture à Paris (mise en service à partir de 1862)

### Janvier
- 27 janvier.  France :   décret portant autorisation de la Compagnie du chemin de fer de l'Ouest.

### Février
- 19 février.  France :   décret approuvant la fusion de la Compagnie du chemin de fer d'Amiens à Boulogne dans la Compagnie du chemin de fer du Nord.

### Mars
- 20 mars.  France :   décret portant autorisation de la seconde Compagnie du chemin de fer de Paris à Lyon.
- 27 mars.  France :   décret portant autorisation de la seconde Compagnie du chemin de fer de Lyon à Avignon.
- 27 mars.  France :   décret approuvant la fusion des Compagnies de chemin de fer du Centre, d’Orléans à Bordeaux et de Tours à Nantes dans la Compagnie du chemin de fer de Paris à Orléans.

### Juin
- 4 juin.  France :   décret portant autorisation de la Compagnie du chemin de fer de Blesme et Saint-Dizier à Gray.
- 18 juin : inauguration de la voie ferrée Strasbourg-Paris par Nancy.
- 19 juin.  France :   mise en service de la section de la gare de Commercy à la gare de Frouard, ligne Paris - Strasbourg[1].

### Juillet
- 8 juillet.  France :   loi approuvant la fusion des Compagnies de chemin de fer de Montpellier à Cette, du Gard, de Montpellier à Nîmes et de Marseille à Avignon dans la Compagnie du chemin de fer de Lyon à Avignon.
- 30 juillet.  France :   décret portant autorisation de la Société anonyme du chemin de fer de Mulhouse à Thann.
- 31 juillet.  Portugal :   la construction et l'exploitation d'une ligne de Lisbonne à Santarem et à la frontière est adjugée à Hardy Hislop, représentant de la Companhia Central e Peninsular dos Caminhos de Ferro em Portugal. Le gouvernement portugais accorde une garantie de 6 %.

### Août
- 16 août. États-Unis, Californie : création à Sacramento de la Sacramento Valley Rail road company. Président Charles L. Wilson, vice-président William Tecumseh Sherman
- 24 août.  France :   décret approuvant la convention passée pour la concession du chemin de fer de Bordeaux à Cette, et du canal latéral à la Garonne, ainsi que des chemins de fer de Bordeaux à Bayonne et de Narbonne à Perpignan.

### Septembre
- 11 septembre.  France :   décret portant autorisation de la Compagnie du chemin de fer de Paris à Caen et à Cherbourg.
- 11 septembre.  France :   décret portant autorisation de la Compagnie du chemin de fer de Dijon à Besançon.

### Novembre
- 6 novembre.  France :   décret portant autorisation de la Compagnie des chemins de fer du Midi et du Canal latéral à la Garonne.
- 10 novembre.  Canada :   constitution du Grand Trunk Railway.
- 18 novembre.  France :   décret approuvant les modifications des statuts de la Compagnie du chemin de fer de Lyon à Avignon qui prend la dénomination de Compagnie du chemin de fer de Lyon à la Méditerranée.

## Naissances
- 27 janvier : naissance de Fulgence Bienvenüe, père du métropolitain

## Décès
- 15 juillet. France : Nicolas Koechlin[2], à Mulhouse. Il a été un pionnier des chemins de fer dans l'Est de la France.